# Cristoforo da Ferrara
Cristoforo da Ferrara (né à une date inconnue vers le milieu du XIVe siècle - mort au début du XVe siècle), quelquefois désigné sous les noms de Cristoforo da Modena ou Cristoforo da Bologna, est un peintre italien de style byzantin de l'école de Ferrare de la fin du XIVe et du début du XVe siècle, actif à partir des années 1380, en Émilie-Romagne. 

## Biographie
Il paraît probable que Cristoforo naquit à Ferrare, puis qu'il passa une grande partie de sa vie à Bologne, où il a beaucoup travaillé sur bois et à fresque.
Il y a peint le retable du maître-autel de la Madona di Mezzaratta, et est conservé  au palais Malvezzi, un tableau divisé en dix compartiments comportant des nombreuses figures d'un coloris pâle et d'un dessin assez barbare, sans rapport avec le style de Giotto, en vogue à cette époque. Le musée de Ferrare possède un petit Christ sur fond d'or de cet artiste.

## Sources
- Jean Chrétien Ferdinand Hoefer, Nouvelle biographie générale depuis les temps les plus reculés jusqu'à nos jours, avec les renseignements bibliographiques et l'indication des sources à consulter, Firmin Didot Frères, Fils et Cie, Paris, 1858, p. 502